# Habenaria diphylla
Habenaria diphylla är en orkidéart som först beskrevs av Joseph Nimmo, och fick sitt nu gällande namn av Nicol Alexander Dalzell. Habenaria diphylla ingår i släktet Habenaria och familjen orkidéer. Inga underarter finns listade i Catalogue of Life.

## Bildgalleri

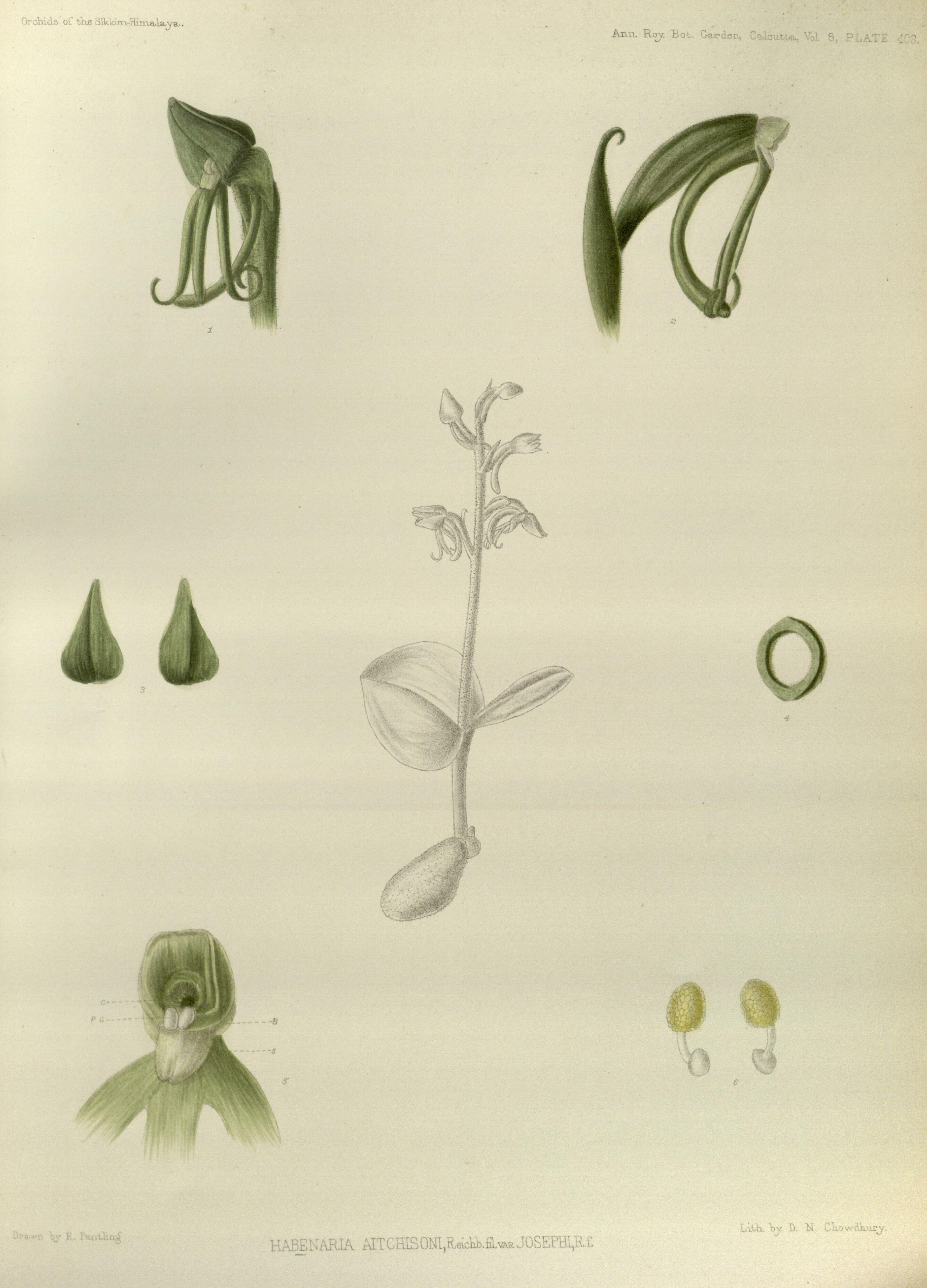